# Jill Pierce
Pour les articles homonymes, voir Pierce.
Jill Pierce est une actrice américaine.

## Filmographie
- 1989 : Darkroom : Janet
- 1990 : Les Fous de la pub (Crazy People) : Heavy Daughter
- 1991 : The Owl (TV) : Dark Haired Lady
- 1991 : Dance with Death : Lola
- 1992 : Les Nouveaux mousquetaires (Ring of the Musketeers) (TV) : Woman Fencer
- 1993 : Eden (série TV) : Lacey
- 1994 : Bébé, né pour tuer (The Unborn II) : Young Woman
- 1994 : Kickboxer 4: The Aggressor : Darcy
- 1994 : Chasseur de sorcières (Witch Hunt) (TV) : Marie
- 1995 : Cyborg Cop II : Liz McDowell
- 1995 : Complot mortel (Suspect Device) (TV) : Operator
- 1997 : Blast : Moses
- 1997 : Omega Doom : Zinc, Rom
- 1997 : Un mariage d'amour (A Match Made in Heaven) (TV) : Tiffany Needleman
- 1997 : Mean Guns (Mean Guns) : Mambo Woman